# Tondorf
Tondorf är en ort i den tyska kommunen Nettersheim. I orten bor det 861 personer. Avståndet till Köln och Aachen är ca. 60 km. Strax väster om Tondorf går motorvägen A1.